# Manfredo Camperio
Manfredo Camperio (Milán, 30 de octubre de 1826 - Nápoles, 29 de diciembre de 1899 ) fue un político, geógrafo y patriota italiano.
Después de haber participado en la revuelta de los cinco días de Milán, incluso durante el período de estudios, se vio obligado a partir al exilio, viajando a Turquía y Australia y en especial para alcanzar Murrumbidgee.
De 1859 a 1866 participó como voluntario en la guerra contra el Imperio austríaco. Después de 1867 dejó el ejército con el grado de capitán, y viajó para asistir a la apertura del Canal de Suez (1869), en Egipto, y navegó por el Nilo hasta Asuán, y desde allí llegó a la India, Ceilán y la Isla de Java.
Fue consejero de la ciudad de Milán y, brevemente, diputado.
Más tarde se dedicó principalmente en la colonización italiana de África, para lo cual fundó la compañía "La Sociedad para la explotación comercial de África". Fue de los primeros italianos en estudiar Libia, a la que visitó durante mucho tiempo.
Se le recuerda como el fundador de la revista "L'Esploratore" en 1876, y también colaboró en el misionero Daniel Comboni.
Pasó los últimos años de su vida en su residencia en Villasanta, donde escribió una autobiografía.